# Tiberius Coruncanius
Tiberius Coruncanius († 243 př. n. l.) byl konzul římské republiky v roce 280 př. n. l. Byl vojenským velitelem, který vedl bitvy proti Pyrrhovi z Epiru. Jejich výsledky daly vzniknout obratu Pyrrhovo vítězství. Byl prvním pontifexem maximem z řad plebejů.

## Život
Předpokládá se, že Coruncanius pocházel z Tuscula.
Poprvé byl zvolen konzulem v roce 280 př. n. l. a vedl výpravu do Etrurie proti etruským městům. Když Pyrrhus z Epiru napadl Itálii a porazil římské legie v bitvě u Herakleie, byly Tiberiovy legie odvolány do Říma, aby posílily obranu římského území.
V roce 254 nebo 253 př. n. l. se stal první plebejským pontifexem maximem, neboli hlavním knězem římské republiky. Tuto pozici předtím zastávali výhradně patricijové.
Zemřel v roce 243 př. n. l. Jeho nástupcem se stal další plebejec, Lucius Caecilius Metellus.

## Význam
Byl prvním, kdo veřejně přednášel právo. Jeho veřejné právní přednášky vedly k vytvoření právních konzultantů (jurisprudentes), kteří nebyli kněžími.
Je možné, že jako první plebejský pontifex maximus Coruncanius umožnil veřejnosti a studentům práva účastnit se svých konzultací, při kterých poskytoval právní rady občanům. Tyto konzultace se pravděpodobně konaly mimo kolegium pontifiků, a byly tak přístupné všem zájemcům. Tímto způsobem se stal prvním učitelem římského práva.
Nezachovaly se žádné jeho spisy.